# Brachygluta curvicera
Brachygluta curvicera är en skalbaggsart som först beskrevs av Victor Ivanovitsch Motschulsky 1854.  Brachygluta curvicera ingår i släktet Brachygluta och familjen kortvingar. Inga underarter finns listade i Catalogue of Life.